# Vistre
Der Vistre ist ein Küstenfluss in Frankreich, der im Département Gard in der Region Okzitanien verläuft. Er entspringt im Ortsgebiet von Bezouce, entwässert generell in südwestlicher Richtung im Großraum östlich von Nîmes durch die Landschaft Vistrenque und mündet nach rund 49 Kilometern im Gemeindegebiet von Aigues-Mortes in den Canal du Rhône à Sète, der schließlich über den Chenal maritime de la mer à Aigues-Mortes das Mittelmeer erreicht. In seinem Unterlauf (rund 10 Kilometer) verzweigt der Fluss in einen kanalisierten Abschnitt, Canal le Vistre,  und in den sogenannten Vieux Vistre, die sich vor der Mündung wieder vereinigen.

## Hydrologie
Zwischen Vauvert und Codognan trifft der Vistre auf den Bewässerungskanal Canal d’Irrigation du Bas-Rhône Languedoc (auch Canal Philippe Lamour genannt), Gewässerkennzahl: ----1502, an den er einen Teil seiner Wasserführung abgibt und auf diesem Weg auch zur Rhône entwässert.

## Geschichte
Bereits Ende des 17. Jahrhunderts begann man den Unterlauf des Flusses zu begradigen um die Sumpfgebiete im Mündungsbereich zu entwässern. Durch diesen Ausbau wurden auch der Transport von Waren auf dem Wasser in geringem Umfang möglich. Die Planung eines Schifffahrtskanals von Nîmes bis nach Sète wurde jedoch niemals realisiert.

## Orte am Fluss
- Bezouce
- Rodilhan
- Caissargues
- Aubord
- Vestric-et-Candiac
- Le Cailar